# Borgen Schlaining

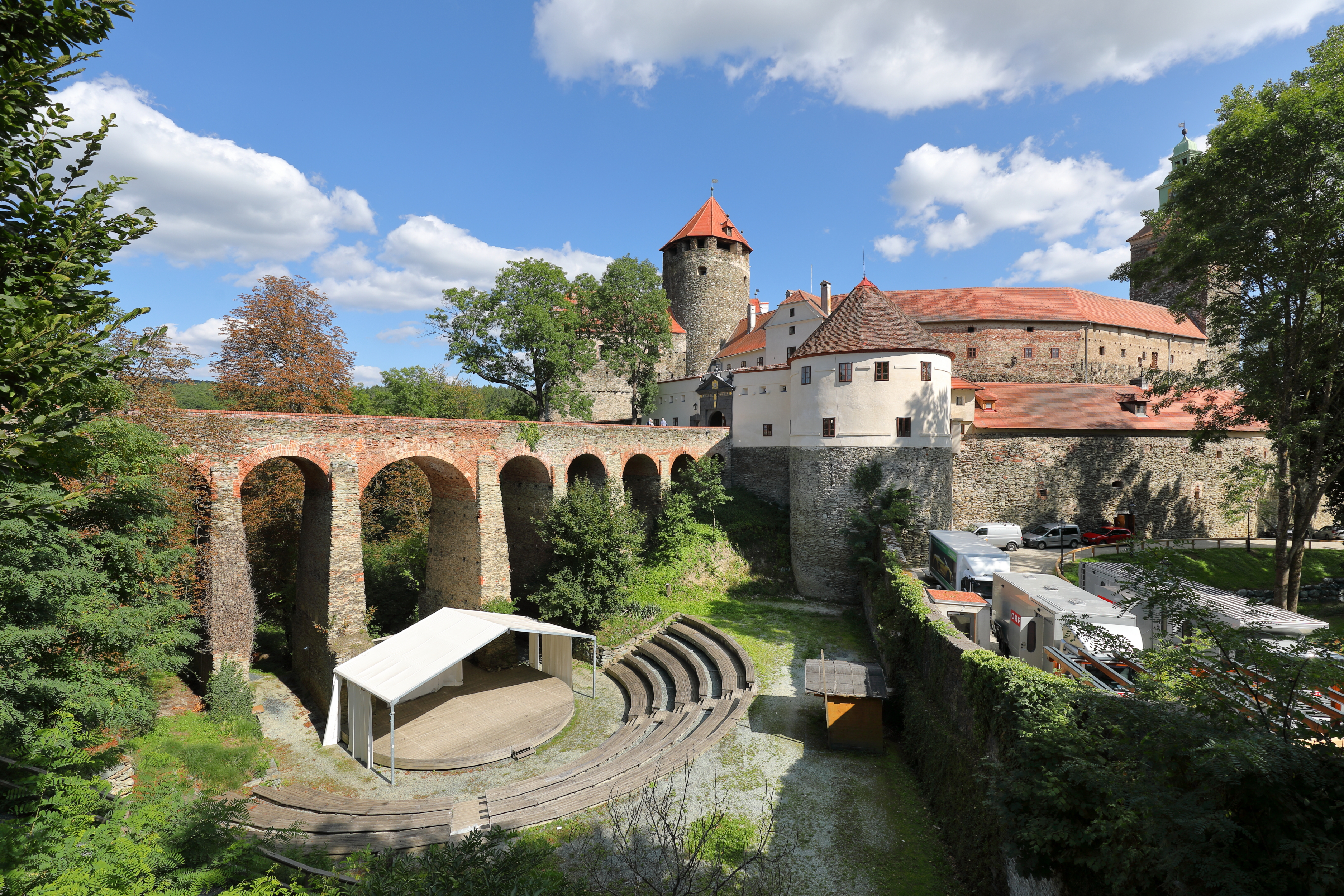
Borgen Schlaining

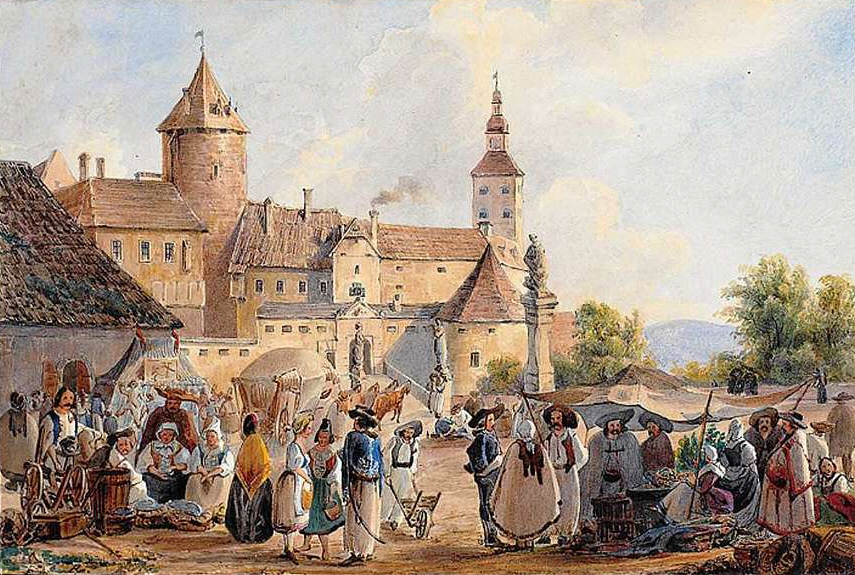
Borgen Schlaining, cirka 1840.

Borgen Schlaining är en medeltida fästning i staden Stadtschlaining i det österrikiska förbundslandet Burgenland. Borgen dokumenterades för första gången skriftligt år 1271 som Castrum Zloynuk och ägdes då av grevefamiljen med säte i Güssing. På 1400-talet övertogs borgen av Andreas Baumkircher som byggde om den till huvudborg för sina legosoldater.
I mitten av 1500-talet övertogs borgen av den ungerska adelsfamiljen Batthyány. Familjen ägde borgen tills Ungerns första premiärminister Lajos Batthyány avrättades 6 oktober 1849 och borgen konfiskerades av staten.
Numera ligger Österreichisches Studienzentrum für Frieden und Konfliktlösung (ÖSFK) (Österrikes centrum för fred och konfliktlösningsstudier) i slottet, och där ligger också European museum for peace.